# Girart de Roussillon
Girart de Roussillon (wym. żirar dö rus-iją) – postać z wielu chansons de geste z cykli: karolińskiego, o Wilhelmie I Orańskim i Doona z Moguncji, jeden z wielkich bohaterów eposu fr. Jego pierwowzór był postacią rzeczywistą, hrabią Vienne (miasto), który odznaczył się w walkach z Normanami w Prowansji, ale skłócony ze swym suwerenem Karolem II Łysym, oblężony przez wojska królewskie, musiał opuścić swe miasto. W legendach Girart bywa zbuntowanym wasalem Karola Młota bądź Karola Wielkiego, postacią tragiczną, kolejno zbrodniarzem i świętym, pysznym i żałującym, feudałem broniącym południowych prowincji przed absolutyzmem Franków, pechowcem na polu bitwy. Wreszcie wyrzeka się ambicji doczesnych, zakłada klasztor w Vézelay i umiera w glorii świętości.